# Дондіпровуглемаш
Донецький державний науково-дослідний, проектно-конструкторський і експериментальний інститут комплексної механізації шахт («Дондіпровуглемаш») — базовий державний український науково-дослідний та проектно-конструкторський інститут комплексної механізації шахт. Створений в 1943 р. для вирішення задач по відновленню та механізації зруйнованих шахт Донбасу.

## Напрямки діяльності
В інституті сформована унікальна конструкторська школа з широким спектром спеціалізації.
Основні наукові напрямки:
- розробка галузевих програм технічного переозброєння галузі та перспективних планів розвитку вугільного машинобудування;
- створення:
  - засобів комплексної механізації очисних робіт на пологих, похилих та крутих пластах,
  - вентиляторів головного та місцевого провітрювання,
  - апаратури автоматизації та гідроапаратури, пневмопривода та шахтних лебідок;
- створення обладнання:
  - для проведення підготовчих виробок по міцних породах,
  - для анкерного кріплення виробок,
  - підземного буріння свердловин та нагнітання води у вугільний пласт,
  - підземного транспорту та шахтного підйому,
- інжиніринг: вирішення будь-якої технічної задачі при впровадженні обладнання на шахтах;
- консалтинг: технічна допомога при монтажі та налагодженні, навчання кадрів, консультації фахівців.

Близько 55 % назв гірничошахтного обладнання, яке використовується на шахтах України, розроблено «Дондіпровуглемашем»: засоби комплексної механізації очисних робіт, обладнання для швидкісного проведення підготовчих виробок та підземного буріння, вентилятори головного та місцевого провітрювання, обладнання підземного транспорту та підйому, засоби автоматизації.
Ряд розробок Інституту використовуються за кордоном, у тому числі вугільні комбайни «Донбас», щитові агрегати АЩ, АНЩ, механізовані комплекси МКД90, прохідницькі комбайни П110 та ін.
Інститут, маючи висококваліфікованих фахівців, здійснює всі роботи від генерації нової ідеї до дослідної серії і широкого впровадження гірничої техніки.